# Maurice Black (Schauspieler)

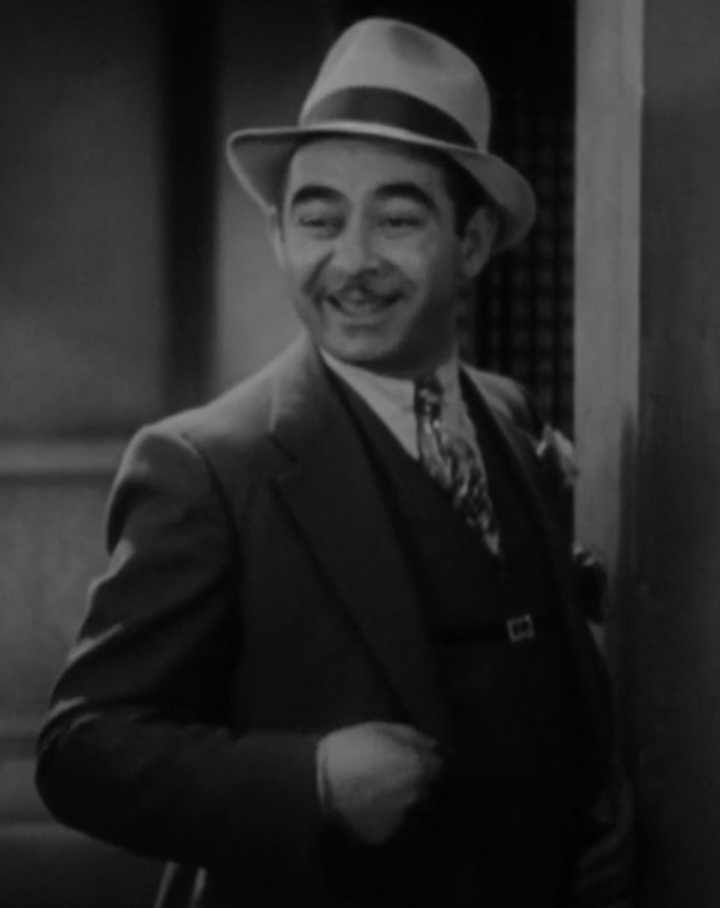
Maurice Black in The Front Page (1931)

Maurice Black (* 14. Januar 1891 in Queens, New York City, New York; † 18. Januar 1938 in Hollywood, Kalifornien) war ein US-amerikanischer Schauspieler.

## Leben
Maurice Black wurde 1891 in Queens im US-Bundesstaat New York geboren. Am Broadway trat er ab 1906 in mehreren Produktionen auf. 1928 gab Black in dem Film Captain Swagger sein Filmdebüt und verblieb danach in Hollywood. Er spielte vor allem Gangsterrollen, beispielsweise 1931 als Gangsterboss Little Arnie Lorch in dem Gangsterfilmklassiker Der kleine Cäsar an der Seite von Edward G. Robinson sowie als Diamond Louie in der Komödie The Front Page. In der Laurel-und-Hardy-Komödie Wir sind vom schottischen Infanterie-Regiment verkörperte er 1935 den Schurken Khan Mir Jutra. Blacks filmisches Schaffen bis zu seinem Tod umfasst 110 Produktionen, wobei er hauptsächlich Nebenrollen spielte. Er war mit Edythe Raynore verheiratet und starb im Januar 1938, vier Tage vor seinem 47. Geburtstag an einer Lungenentzündung.

## Filmografie
- 1928: Captain Swagger
- 1928: Show Folks
- 1928: Marked Money
- 1928: Der Kriminal-Kavalier (Romance of the Underworld)
- 1929: The Carnation Kid
- 1929: Square Shoulders
- 1929: Broadway Babies
- 1929: Dark Streets
- 1929: Song of Love
- 1930: Playing Around
- 1930: Street of Chance
- 1930: Framed
- 1930: Show Girl in Hollywood
- 1930: The Runaway Bride
- 1930: True to the Navy
- 1930: Numbered Men
- 1930: Common Clay
- 1930: Abraham Lincoln
- 1930: The Sea God
- 1930: Brothers
- 1930: Die Abtrünnigen (Renegades)
- 1930: Big Money
- 1931: Der kleine Cäsar (Little Caesar)
- 1931: No Limit
- 1931: Alle Griffe erlaubt (Sit Tight)
- 1931: Lonely Wives
- 1931: The Front Page
- 1931: The Spy
- 1931: Leichtes Geld (Smart Money)
- 1931: Women Go on Forever
- 1931: Sob Sister
- 1932: Stowaway
- 1932: Dancers in the Dark
- 1932: Steady Company
- 1932: Scarface
- 1932: Symphony of Six Million
- 1932: The Famous Ferguson Case
- 1932: While Paris Sleeps
- 1932: The Strange Love of Molly Louvain
- 1932: The King Murder
- 1932: Tiger Hai (Tiger Shark)
- 1932: The All-American
- 1932: The Face on the Barroom Floor
- 1932: Rasputin: Der Dämon Rußlands (Rasputin and the Empress)
- 1933: Grand Slam
- 1933: Blondie Johnson
- 1933: The Keyhole
- 1933: The Cohens and Kellys in Trouble
- 1933: Der Mann mit der Kamera (Picture Snatcher)
- 1933: Elmer, the Great
- 1933: I Cover the Waterfront
- 1933: A Shriek in the Night
- 1933: Her First Mate
- 1933: Ship of Wanted Men
- 1933: Nachtflug (Night Flight)
- 1933: Tillie and Gus
- 1933: Murder on the Campus
- 1933: Zwillings-Ehemänner (Twin Husbands)
- 1933: Flying Down to Rio
- 1934: Sixteen Fathoms Deep
- 1934: Half a Sinner
- 1934: Friends of Mr. Sweeney
- 1934: The Party's Over
- 1934: Down to Their Last Yacht
- 1934: Gift of Gab
- 1934: Wake Up and Dream
- 1934: Zirkus Barnum (The Mighty Barnum)
- 1934: West of the Pecos
- 1935: Frankensteins Braut (Bride of Frankenstein)
- 1935: Die Peitsche der Pampas (Under the Pampas Moon)
- 1935: The Daring Young Man
- 1935: Orchids to You
- 1935: Kreuzritter – Richard Löwenherz (The Crusades)
- 1935: Laurel und Hardy: Wir sind vom schottischen Infanterie-Regiment (Bonnie Scotland)
- 1935: Der Untergang von Pompeji (The Last Days of Pompeii)
- 1935: Stars Over Broadway
- 1936: Exclusive Story
- 1936: Laughing Irish Eyes
- 1936: Silly Billies
- 1936: A Son Comes Home
- 1936: Missing Girls
- 1936: Ellis Island
- 1937: Under Strange Flags
- 1937: Three Legionnaires (The Three Legionnaires)
- 1937: The Californian
- 1937: Das Leben des Emile Zola (The Life of Emile Zola)
- 1937: Tarantella (The Firefly)
- 1937: The Game That Kills
- 1937: Der Schatz am Meeresgrund (Adventure’s End)
- 1938: Walking Down Broadway